# Breisgauer Narrenzunft Freiburg

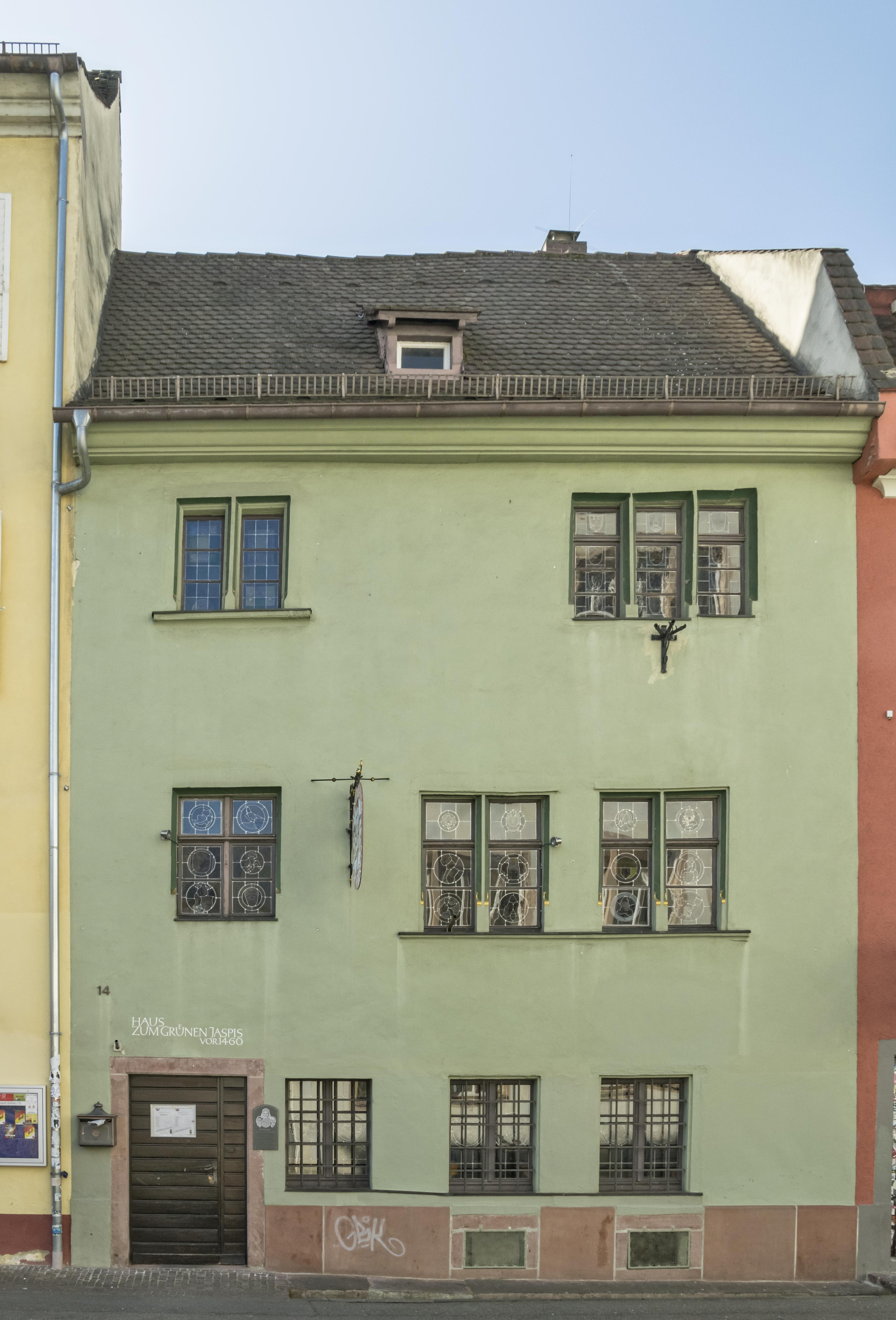
Das Haus der Narrenzunft in Freiburg mit dem Fasnetmuseum

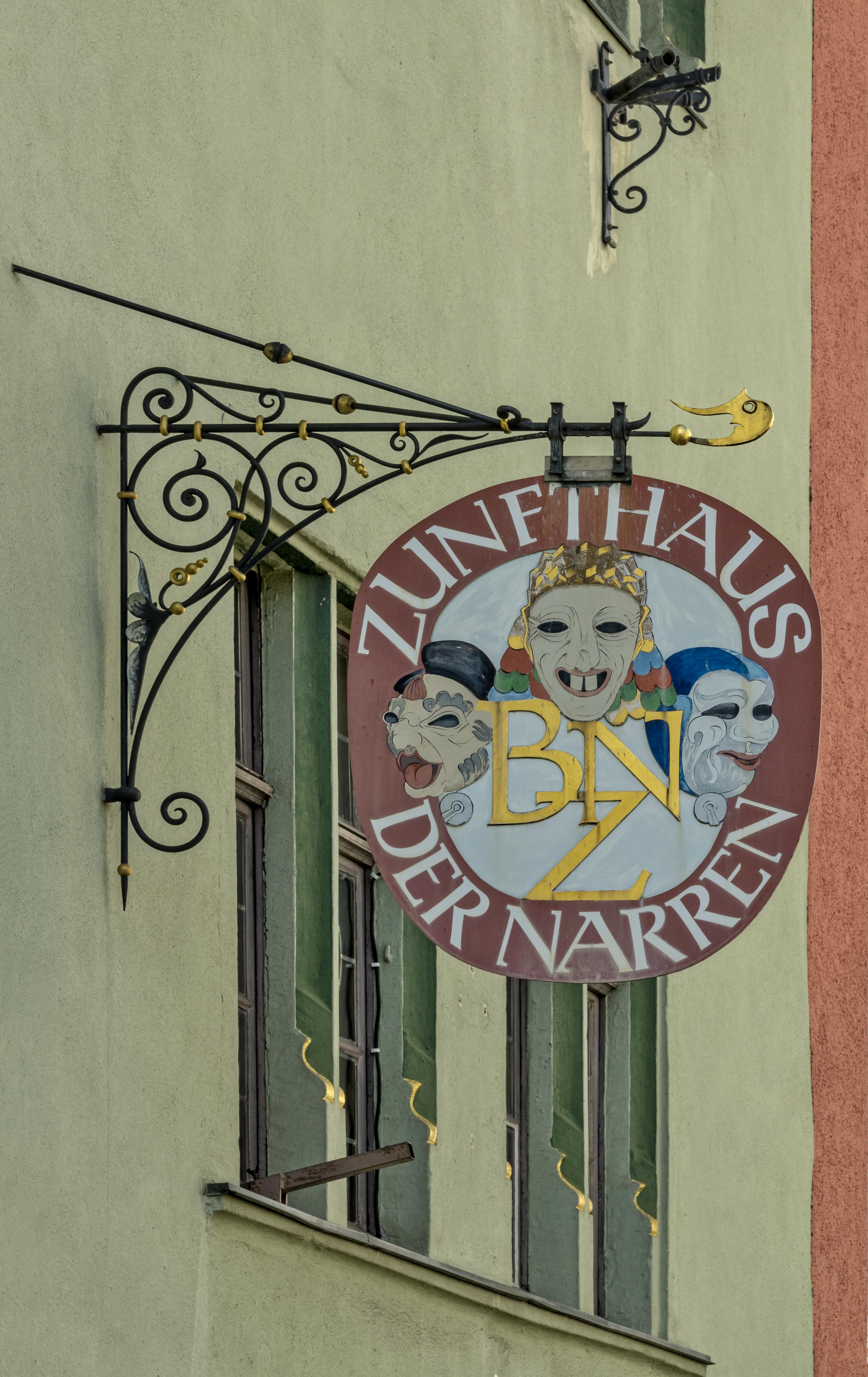
Schild am Zunfthaus der BNZ

Die Breisgauer Narrenzunft Freiburg (BNZ) ist die Dachorganisation von 34 Narrenzünften und dem Herrenelferrat der schwäbisch-alemannischen Fastnacht in Freiburg im Breisgau.
Neben der Straßenfasnet (schwäbisch-alemannischer Prägung) mit einem großen Narrensprung am Fasnetsmontag pflegt die Breisgauer Narrenzunft auch die karnevalistische Tradition der Freiburger „fünften Jahreszeit“ und veranstaltet eine „Kappensitzung“ und den „Seniorennachmittag“ mit humoristischen Beiträgen.
Die Narrenzunft ist in Form eines eingetragenen Vereins organisiert. Ihre Mitgliedszünfte haben fast 2.000 Mitglieder, darunter ca. 250 Kinder und Jugendliche (Narresome) bis 16 Jahren (Stand: 2024). Oberzunftmeister der BNZ ist Matthias Moser von der Narrenzunft der Blaue Narre e.V. 1939 Freiburg (Stand: 2024).

## Geschichte
Die Gründung erfolgte am 13. April 1934. Sie führte einerseits die Tradition des 1882 gegründeten Carnevalsvereins Freiburg und der 1927 gegründeten Großen Karnevalsgesellschaft fort, die in dem neuen Verein aufgingen, wollte aber vor allem Fasnetsbrauchtum alemannischer Prägung in Freiburg einführen. Dazu wurden „Narrennester“ in den Freiburger Stadtteilen gegründet. Die Breisgauer Narrenzunft war 1937 Gründungsmitglied im Verband Oberrheinischer Narrenzünfte (V.O.N.) und bildet deren „Vogtei Freiburg“.
Das Zunfthaus der Breisgauer Narrenzunft Freiburg e.V. befindet sich seit 1977 in der Zunftstube im „Haus Zum Grünen Jaspis“ in der Turmstraße in Freiburg. Die oberen Geschosse des Hauses sowie drei Räume eines benachbarten Gebäudes dienen als Fasnetmuseum, in dem Narrenfiguren und andere Objekte zur Geschichte der Fasnet in Freiburg ausgestellt sind. Im angrenzenden Haus befindet sich außerdem ein Sitzungsraum, der vom Geschäftsführenden Zunftrat und den Vereinen für Sitzungen, Tagungen und vieles mehr genutzt wird. Auch die Oberrheinische Narrenschau in Kenzingen (das Museum des V.O.N.) zeigt zahlreiche Narrenfiguren der Breisgauer Narrenzunft Freiburg e.V.
Seit 1987 vergibt die Narrenzunft jährlich einen „Narrenpreis“ an einen Prominenten. Erster Preisträger war Ministerpräsident Lothar Späth.
Das Vereinsorgan der Breisgauer Narrenzunft Freiburg e.V. ist die „Friburger Narreposcht“. Diese Publikation erscheint dreimal jährlich und dient als Vereinsmagazin, das über das vielfältige Vereinsleben der einzelnen Vereine berichtet. Neben allgemeinen Mitgliederinformationen bietet die „Friburger Narreposcht“ auch historische Einblicke in die Anfänge der Breisgauer Narrenzunft Freiburg e.V. und vieles mehr. Die Finanzierung dieses Magazins erfolgt durch Anzeigeneinnahmen.
Die Breisgauer Narrenzunft hat vier ihrer Mitgliedsvereine zu „Erznarren“ ernannt: Erznarr Nr. 1 ist die Zunft der Fasnetrufer, Erznarr Nr. 2 ist die Herdermer Lalli-Zunft 1930, Erznarr Nr. 3 ist die Narrenzunft der Blaue Narre e.V. und Erznarr Nr. 4 sind die Oberwiehre Kindsköpf. Die ersten drei Erznarren bilden zudem das Logo bzw. Wappen der Breisgauer Narrenzunft Freiburg e.V., das auf allen offiziellen Dokumenten und bei der Bewerbung von Veranstaltungen verwendet wird. Die Breisgauer Narrenzunft Freiburg e.V. umfasst als Untergliederung auch den Herrenelferrat, der als repräsentatives Organ fungiert.

## Narrenruf
Der Narrenruf in Freiburg ist „Narri – Narro“. Den einzelnen Zünften ist es unbenommen, zusätzlich einen eigenen Zunftruf zu benutzen.

## Mitgliedszünfte
| Zunft                                                                                           | Gründung | Figuren/Gruppen | Bild | Commons |
| ----------------------------------------------------------------------------------------------- | -------- | --- | ---- | ------- |
| Breisgauer Narrenzunft – zunftübergreifend                                                      | 1934     | - Herrenelferrat - BNZ-Clownerie - Münsternarr - 1981 - 2018 Markus J. Weber - seit 2023 Mario Rotzinger                                |      | Commons |
| Zunft der Bächleputzer von 1935 Website: http://baechleputzer.de/                               | 1935     | - Bächleputzer |      | Commons |
| Blaue Narre 1939 Website: http://blaue-narre.de/                                                | 1939     | - Blauer Narr - Bobbele - Altes Paar (Narreneltern)                                                                                     |      | Commons |
| Friburger Bobbili Website: http://friburger-bobbili.de/                                         | 1963     | - Bobbili |      | Commons |
| Bohrer-Zunft Günterstal Website: http://www.bohrer-zunft.de/                                    | 1935     | - Bohrer |      | Commons |
| Narrenzunft Zähringer Burgnarren Website: http://www.zaehringerburgnarren.de/                   | 1955     | - Burgnarr |      | Commons |
| Zunft der Haslacher Dickköpf                                                                    | 1934     | - Dickkopf |      | Commons |
| Zunft der Fasnetrufer Website: http://www.fasnetrufer.de/                                       | 1934     | - Fasnetsrufer |      | Commons |
| Zunft der Feuer-Narre Website: http://www.feuer-narre.de/                                       | 1953     | - Feuernarr |      | Commons |
| Zunft der Fuhrleute Website: http://www.fuhrleute.de/                                           | 1934     | - Fuhrmann |      | Commons |
| Gigili-Geister Freiburg-Munzingen Website: http://gigili-geister.de/                            | 1978     | - Gigili-Geist |      | Commons |
| Narrenzunft der Friburger Glunki e.V. Website: http://www.friburgerglunki.de/                   | 1939     | - Glunki - Hemdglunker |      | Commons |
| Narrenzunft der Freiburger Hexen Website: https://www.freiburger-hexen.de                       | 1963     | - Hexe - Teufel |      | Commons |
| Narrenzunft der Unterwiehremer Käsrieber Freiburg Website: http://www.kaesrieber-freiburg.de/   | 1951     | - Käsrieber |      | Commons |
| Narrenzunft Oberwiehremer Kindsköpf Website: http://www.oberwiehre-kindskoepf.de/               | 1934     | - Kindskopf |      | Commons |
| Herdermer Lalli-Zunft 1930 Website: http://www.lalli-zunft.de/                                  | 1930     | - Lalli |      | Commons |
| Miau-Zunft Freiburg Website: https://www.miau-zunft.com/                                        | 1937     | - Katze |      | Commons |
| Hochdorfer Mooskrotten Website: http://www.mooskrotten.de/                                      | 1970     | - Mooskrotte |      | Commons |
| Narrenzunft Mooswaldwiibli Freiburg-Landwasser Website: http://www.mooswaldwiibli.de/           | 1975     | - Mooswaldwiibli |      | Commons |
| Zunft Friburger Münsterstadt-Narren Website: http://www.muensterstadtnarre.de/                  | 1975     | - Münsterstadt-Narr |      | Commons |
| Ranzengarde Concordia von 1858 Website: http://www.ranzengarde-concordia.de/                    | 1858     | Abteilungen: - Spielmannszug - Freiburger Ratspfeifer - Kinder und Jugend - Marketenderei - Biedermeier Damen - Artillerie - Mannschaft |      | Commons |
| Reblaus-Zunft Freiburg-St. Georgen Website: http://www.reblauszunft.de/                         | 1950     | - Reblaus |      | Commons |
| Reitercorps („Bürgercavallerie“)                                                                | 1934     | |      | Commons |
| Narrenzunft der Ribblinghieler Website: http://www.ribblinghieler.net/                          | 1957     | - Ribblinghieler |      | Commons |
| Scherbezunft Freiburg Website: http://www.scherbezunft.de/                                      | 1975     | - Scherbe |      | Commons |
| Friburger Schloßberggeister 1979 Website: http://www.friburger-schlossberggeister.de/           | 1979     | - Schloßberggeist |      | Commons |
| Zunft der Schnogedätscher Freiburg-Mooswald Website: http://www.schnogedaetscher.de/            | 1938     | - Schnogedätscher |      | Commons |
| Sioux-West Website: http://www.sioux-west.de/                                                   | 1954     | - Indianergruppe |      | Commons |
| Schwarzwälder Tannenzapfen Website: http://www.schwarzwaelder-tannenzapfen.de/                  | 1955     | - Tannenzapfen |      | Commons |
| Zunft der Turmsträßlerinnen Website: http://www.turmstraesslerinnen.de/                         | 1990     | - Turmsträßlerin |      | Commons |
| Zunft der Waldseematrosen Website: http://www.waldseematrosen.de/                               | 1935     | - Matrose |      | Commons |
| Freiburger Westhansele Website: http://www.freiburger-westhansele.de/                           | 1953     | - Westhansele |      | Commons |
| Narrenzunft Wetterhexen Website: http://www.wetterhexen-freiburg.de/                            | 1988     | - Wetterhexe - Teufel |      | Commons |
| Narrenzunft der Wühlmäuse Freiburg-Littenweiler Website: http://www.narrenzunft-wuehlmaeuse.de/ | 1948     | - Wühlmaus |      | Commons |

Einzelfiguren werden in der Tabelle kursiv dargestellt.

## Weitere Freiburger Narrenzünfte
Im Stadtgebiet von Freiburg gibt es noch viele weitere Narrenzünfte außerhalb der Breisgauer Narrenzunft, darunter die Narrenzunft der Friburger Waldhexen, die feurigen Salamander Ebnet (V.O.N.), die Sadansbrode Freiburg, die Freiburger Schönbergbären, die Friburger Hölle-Leue, die Uffhuser Roller St. Georgen, das Gässlevieh St. Jerge, die Moordruden und viele weitere.
Ehemalige Mitglieder der Breisgauer Narrenzunft Freiburg e.V. sind die Ammonshörner Freiburg-Lehen und die Tiengener Erdmännle (Die Narrenzunft hat sich im Jahr 2023 aufgelöst) und die Badische Schalmeienkapelle.

## Ehemalige Mitgliedszünfte
| Zunft                                                                         | Gründung | Figuren/Gruppen | Bild | Commons |
| ----------------------------------------------------------------------------- | -------- | --------------- | ---- | ------- |
| Narrenzunft Ammonshörner Freiburg-Lehen Website: http://www.ammonshoerner.de/ | 1984     | - Ammonshorn    |      | Commons |
| Tiengener Erdmännle Die Narrenzunft hat sich im Jahr 2023 aufgelöst.          | 1975     | - Erdmännle     |      | Commons |